# Олбан (Вісконсин)
Олбан (англ. Alban) — місто (англ. town) в США, в окрузі Портедж штату Вісконсин. Населення — 863 особи (2020).

## Демографія
Згідно з переписом 2010 року, у місті мешкало 885 осіб у 358 домогосподарствах у складі 260 родин. Було 540 помешкань
Расовий склад населення:
| - 97,4 % — білих - 0,1 % — чорних або афроамериканців - 0,1 % — азіатів - 1,1 % — осіб інших рас |

До двох чи більше рас належало 1,2 %. Частка іспаномовних становила 1,6 % від усіх жителів.
За віковим діапазоном населення розподілялося таким чином: 22,3 % — особи молодші 18 років, 59,7 % — особи у віці 18—64 років, 18,0 % — особи у віці 65 років та старші. Медіана віку мешканця становила 45,0 року. На 100 осіб жіночої статі у місті припадало 109,2 чоловіків;  на 100 жінок у віці від 18 років та старших — 113,0 чоловіків також старших 18 років.
Середній дохід на одне домашнє господарство  становив 70 014 долари США (медіана — 55 673), а середній дохід на одну сім'ю — 77 483 долари (медіана — 58 750). Медіана доходів становила 46 167 доларів для чоловіків та 40 368 доларів для жінок. За межею бідності перебувало 5,1 % осіб, у тому числі 2,5 % дітей у віці до 18 років та 7,5 % осіб у віці 65 років та старших.
Цивільне працевлаштоване населення становило 435 осіб. Основні галузі зайнятості: виробництво — 17,2 %, освіта, охорона здоров'я та соціальна допомога — 14,3 %, будівництво — 13,8 %.